# ヴァンゲルンシュテット
ヴァンゲルンシュテット (ドイツ語: Wangelnstedt) は、ドイツ連邦共和国ニーダーザクセン州ホルツミンデン郡に属す町村（以下、本項では便宜上「町」と記述する）で、ザムトゲマインデ・エッシャースハウゼン＝シュタットオルデンドルフを構成する自治体の一つである。

## 地理

### 位置
ヴァンゲルンシュテットはゾリング山地の北、遠くない場所に位置する。この町はシュタットオルデンドルフの東に位置し、北東のエルファス山地、南のアムツベルゲ山地、南西のホルツベルク山、北西のホムブルクの森に囲まれている。レネ川の上流がこの町を流れている。

### 自治体の構成
ヴァンゲルンシュテットには、同名の首邑の他にデンキーハウゼン、エンマーボルン、リンネンカンプ地区が属している。

### 隣接する市町村
ヴァンゲルンシュテットは、南西はハイナーデ、西はシュタットオルデンドルフ、北はレネおよびアイメン、東と南はダッセル（ノルトハイム郡）と境界を接する。

## 歴史
旧町村のヴァンゲルンシュテット、リンネンカンプ、エンマーボルン、デンキーハウゼンは1972年11月20日に合併を決定し、1973年1月1日に新自治体ヴァンゲルンシュテットが発足した。

## 行政

### 議会
この町の議会は9議席からなる。

### 首長
ディルク・ヴォレンヴェーバー (UWW)

## 引用
1. ↑  Landesamt für Statistik Niedersachsen, LSN-Online Regionaldatenbank, Tabelle A100001G: Fortschreibung des Bevölkerungsstandes, Stand 31. Dezember 2023